# Emilio Rabasa
José Emilio Rabasa Estebanell (22. května 1856 Ocozocoautla, Chiapas - 25. dubna 1930 Ciudad de México Mexiko D.F.), byl chipasský romanopisec, advokát a politik. Je známý především díky svým románům La bola Vzpoura a El cuarto poder Čtvrtá velmoc v nichž kritizuje vládu statkářů v Chiapasu.

## Dílo
- 1887 – La bola
- 1887 – La gran ciencia
- 1888 – El cuarto poder
- 1888 – Moneda falsa
- 1891 – La guerra de Tres Años